# História da descolonização da América
A Descolonização das Américas se refere ao processo pelo qual os países da América ganharam sua independência do domínio europeu. A descolonização começou com uma série de revoluções no final do século XVIII e século XIX. O status quo, em seguida, prevaleceu por mais de um século, com exceção da independência de Cuba (cuja guerra pela independência culminou com a Guerra Hispano-Americana). A descolonização da América lançou um processo de descolonização global que foi concluída no século XX dando lugar a modernos Estados nacionais.

## História

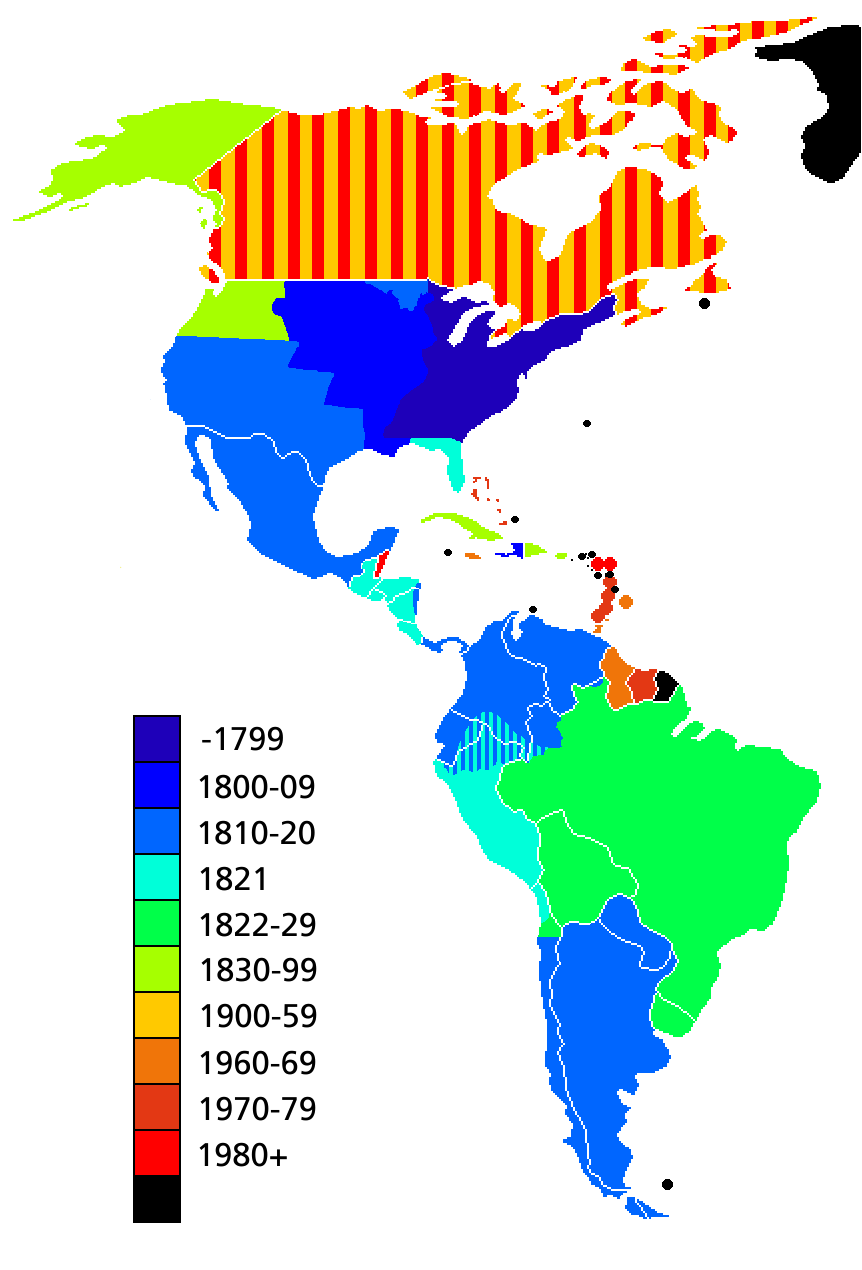
Independências da América

Nas Américas, em que a colonização tinha tido o carácter de quase extermínio da população autóctone, foram os próprios colonos que, a certa altura, decidiram que deviam separar-se da potência colonial e declarar unilateralmente a independência dos vários países. 

### América do Norte
Os Estados Unidos foram constituídos a partir das primeiras colónias a declarar a sua independência em 1776, mas só a viram reconhecida sete anos depois, como resultado da Guerra pela Independência dos Estados Unidos, que terminou com o Tratado de Paris de 1783. No início do século XIX, com o conhecimento desta independência e ainda como efeitos da Revolução Francesa, apareceram movimentos independentistas em praticamente todas as colónias espanholas da América, que resultaram nas independências dos actuais países de língua espanhola.
Já o Canadá iniciou o seu processo de autonomização com a declaração da Confederação Canadense, em 1867, como forma de se defenderem dos Estados Unidos que os tinham invadido. A dependência do Canadá com os ingleses foi diminuída em 1931, pelo Estatuto de Westminster.

### América do Sul
O processo de Independência do Brasil, tem início com a crise do sistema colonial, com as transformações ocorridas no mundo ocidental. Isso ocorre nas primeira décadas do século XVIII. Filósofos e cientistas propunham novas maneiras de "olhar" o mundo, e de se relacionar com ele. A concepção de uma sociedade estática e estratificada, na qual o homem já encontrava o seu destino traçado ia sendo transformada. O homem passava a ser o construtor de seu tempo, de sua história. A Revolução Industrial inglesa, a Independência dos Estados Unidos e a Revolução Francesa foram os marcos dessa modernidade. Na Europa ocidental, o novo pensamento liberal impulsionou a queda dos regimes absolutistas levando, para suas colônias, o rastilho da Independência. Na América portuguesa os colonos percebiam que estava em suas mãos a possibilidade de mudar o rumo dos acontecimentos, tornando-se autores de sua própria história. Nas sociedades literárias e nas lojas maçônicas discutiam-se, em segredo, "as infames idéias francesas" de Felicidade, Fraternidade, Igualdade e Liberdade. Tramavam-se os movimentos conhecidos como Conjurações, que tiveram lugar em vários pontos da Colônia, nos últimos anos do século XVIII. 
Para a continuidade desse processo foram necessário alguns movimentos de independência, como: Conjuração Mineira, Conjuração do Rio de Janeiro, Conjuração Baiana e Conspiração dos Suassunas. A independência do Brasil é declarada por Dom Pedro I do Brasil no dia 7 de Setembro de 1822, provocada pela retirada da regência do Brasil das mãos desse soberano, na sequência da luta entre absolutistas e constitucionalistas e dos movimentos independentistas naquela colónia.

### Caribe
As colónias neerlandesas e algumas francesas do Caribe decidiram, geralmente por referendo, manter-se ligadas à potência colonial, mas com autonomia interna, tendo os seus habitantes cidadania total, estando representados nos parlamentos dos países-“pais”. Entre estas, contam-se Guadeloupe e Martinica, que são dependências de França, as Antilhas Holandesas e a Bermuda, dependente do Reino Unido. O Suriname tornou-se um território dependente, mas com autonomia interna, em 1954, tendo acedido à independência em 1975, por negociação entre um dos partidos políticos e o governo dos Países Baixos.